# Metro w Berlinie
Metro w Berlinie (niem. U-Bahn Berlin) – system kolei miejskiej, głównie podziemnej, zlokalizowany w stolicy Niemiec – Berlinie, otwarty w 1902 roku. Obecnie ma 9 linii i 173 stacje. Łączna długość szlaków wynosi 146,3 km, z czego 80% znajduje się pod ziemią.

## Historia

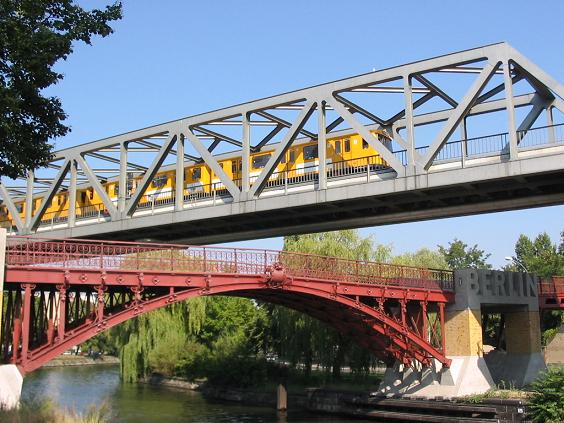
Pociąg nad Landwehrkanal

### Przed I wojną światową
Pod koniec XIX wieku zaczęto poszukiwania wydajnego rozwiązania problemów transportowych w Berlinie i później włączonych do miasta okolicznych miejscowościach. Po tym, jak przedstawiono i odrzucono wiele różnych propozycji, 15 lutego 1902 otworzono pierwszą trasę metra (tzw. trasę podstawową) między stacjami Berlin Warschauer Straße i Zoologischer Garten, z odnogą do Potsdamer Platz. Należała do tzw. Hochbahngesellschaft, spółki-córki Siemens & Halske. Większa jej część położona była na stalowej estakadzie. Już wkrótce powstały dalsze trasy metra. Przede wszystkim niezależne wówczas miasta Wilmersdorf, Schöneberg i Charlottenburg zaczęły planować własne linie, które później rozbudowano do Dahlem na południu, placu Spittelmarkt w centrum Berlina na północy i w okolice powstałego później stadionu olimpijskiego na zachodzie.

### Po I wojnie światowej
Po I wojnie światowej i połączeniu wielu niezależnych dotąd miejscowości w Wielki Berlin (1920) zdecydowano się dokończyć realizację planów budowy należącej do miasta linii północ-południe łączącej dzielnice Wedding i Tempelhof oraz Neukölln. Także AEG rozpoczęło budowę własnej linii, określanej jako kolej GN (gdyż wiodła z Gesundbrunnen przez Alexanderplatz do Neukölln). Ze względu na kryzys gospodarczy i hiperinflację budowa linii posuwała się naprzód bardzo powoli. W latach 30. XX wieku zaczęto dodatkowo budowę linii między Alexanderplatz i Friedrichsfelde. Wszystkie nowo otwarte po I wojnie światowej linie były budowane jako wielkoprofilowe, podczas gdy linie Siemensa były małoprofilowe.

### Po II wojnie światowej
Podczas II wojny światowej znaczna część metra uległa uszkodzeniu lub zniszczeniu, do tego centralna część sieci została zalana wodą poprzez wysadzenie w powietrze połączonego przejściami pieszymi z metrem tunelu kolejowego pod Landwehrkanal przez SS. Większość zniszczeń została jednak natychmiast naprawiona, a ostatecznie w 1951 ukończono odbudowę.
Następnym kryzysem w historii berlińskiego metra była budowa w 1961 Muru Berlińskiego, dzielącego miasto na część zachodnią i wschodnią. Także obecna linia U2 uległa na wiele lat podziałowi na dwie części. Linie północ-południe, zaczynające się i kończące w zachodnim Berlinie przejeżdżały natomiast pod wschodnią częścią miasta bez zatrzymania. Jedynie stacja Friedrichstraße (U6) była stacją, gdzie zatrzymywały się wagony metra. Friedrichstraße było przejściem granicznym i było pilnie chronione przez wojsko.
Podczas zimnej wojny sieć metra w Berlinie Zachodnim została silnie rozbudowana. Linia U9, objeżdżająca łukiem wschodnie dzielnice, została otwarta dwa tygodnie po budowie muru, linia U7 (korzystająca z krótkiego starego odcinka) połączyła peryferyjne dzielnice Rudow i Spandau. Także U6 (dawniej zwana linią północ-południe) oraz U8 (dawniej GN) zostały przedłużone. We wschodnim Berlinie przedłużono jedynie linię E (obecnie U5) do Hönow, mimo że istniały obszerne plany rozbudowy.
Po upadku muru połączono przerwaną linię i otwarto ponownie stacje przejeżdżane wcześniej bez zatrzymania. Niektóre linie zostały przedłużone, przede wszystkim, by stworzyć lepsze możliwości przesiadki do sieci S-Bahn. Ponadto powrócono do planów przedłużenia linii U5, które istniały już od lat 30.

## Sieć linii
Metro berlińskie ma długość 146,3 km i 173 stacje. Najdłuższą linią jest 32-kilometrowa U7, najkrótszą jest natomiast linia U4 licząca 5 stacji. W godzinach szczytu pociągi kursują w odstępach od 2 do 5 minut, a poza szczytem co 7 do 15 minut. Ponadto od 2003 roku metro kursuje w noce z piątku na sobotę i z soboty na niedzielę. Kursują wtedy wszystkie linie poza U3 i U4, zaś U2 i U7 mają skrócone trasy (odpowiednio Theodor-Heuss-Platz ↔ Pankow i Jakob-Kaiser-Platz ↔ Rudow). Punktualność metra w Berlinie wynosi 96,5%.

### Linie
| Linia | Trasa                               | Profil / szlak        | Początek eksploatacji | Długość w km | Ilość przystanków | Czas przejazdu w min. | Średnia prędkość w km/h |
| --- | ----------------------------------- | --------------------- | --------------------- | ------------ | ----------------- | --------------------- | ----------------------- |
| U11 | Uhlandstraße ↔ Warschauer Straße    | Małoprofilowa / B     | 1902–1926             | 9,0          | 13                | 21                    | 26,3                    |
| U2² | Pankow ↔ Ruhleben                   | Małoprofilowa / A     | 1902–2000             | 20,7         | 29                | 47                    | 26,4                    |
| U3³ | Nollendorfplatz ↔ Krumme Lanke      | Małoprofilowa / A/B   | 1913–1929             | 11,9         | 15                | 24                    | 29,9                    |
| U44 | Nollendorfplatz ↔ Innsbrucker Platz | Małoprofilowa / B     | 1910                  | 2,9          | 5                 | 6                     | 28,6                    |
| U5 | Berlin Hauptbahnhof ↔ Hönow         | Wielkoprofilowa / E   | 1930–2020             | 22,4         | 26                | 33                    | 33,6                    |
| U65 | Alt-Tegel ↔ Alt-Mariendorf          | Wielkoprofilowa / C   | 1923–1966             | 19,9         | 29                | 38                    | 31,4                    |
| U7 | Rathaus Spandau ↔ Rudow             | Wielkoprofilowa / C/H | 1924–1984             | 31,8         | 40                | 57                    | 33,7                    |
| U85 | Wittenau ↔ Berlin Hermannstraße     | Wielkoprofilowa / D   | 1927–1996             | 18,0         | 24                | 36                    | 30,1                    |
| U9 | Rathaus Steglitz ↔ Osloer Straße    | Wielkoprofilowa / G   | 1961–1976             | 12,5         | 18                | 23                    | 32,7                    |

Sieć berlińskiego metra w 2023 r.

| 1. Do 2004 nazwa U15 2. Do 1993 dwie niezależne linie we wschodnim i zachodnim Berlinie 3. Linia utworzona w 2004 z fragmentu dawnej U1 4. Początkowo niezależna linia miasta Schöneberg 5. W latach 1961–1990 ruch tranzytowy pod Berlinem wschodnim Linie małoprofilowe posiadają skrajnię taboru 230 cm i wagony długości około 12 m (maksymalnie po 8 wagonów poza U4: 4 wagony). Linie wielkoprofilowe posiadają skrajnię taboru 265 cm i wagony długości około 18 m (maksymalnie po 6 wagonów). |                                     |                       |                       |              |                   |                       |                         |

### Stacje

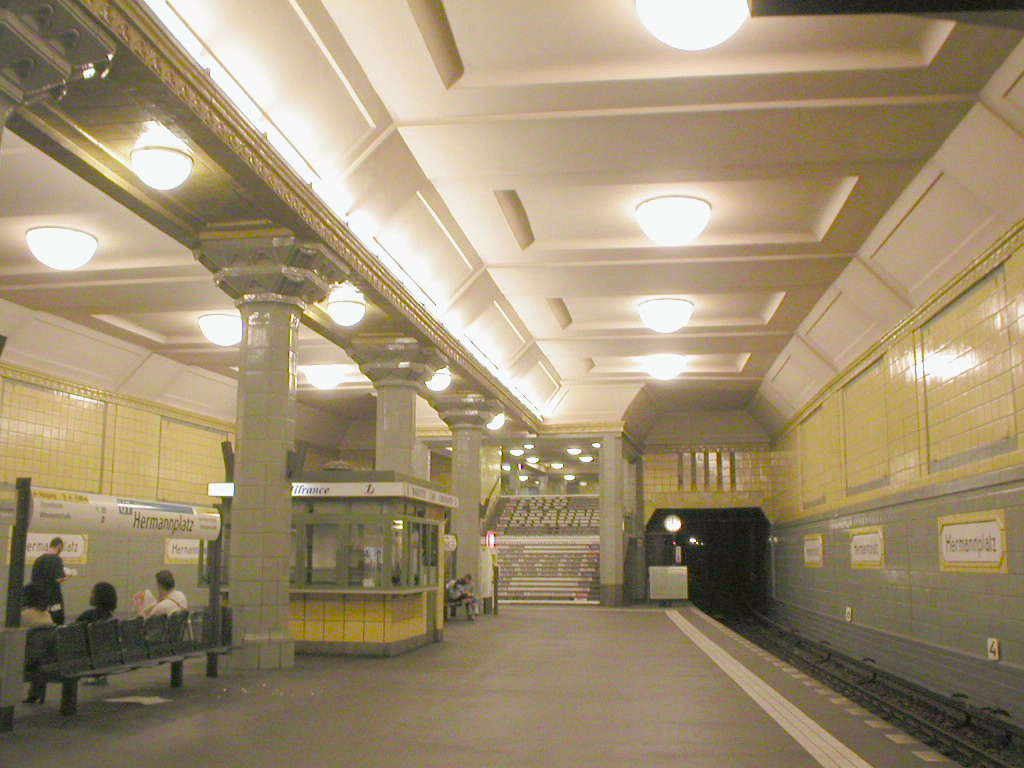
Peron linii U7 na stacji Hermannplatz

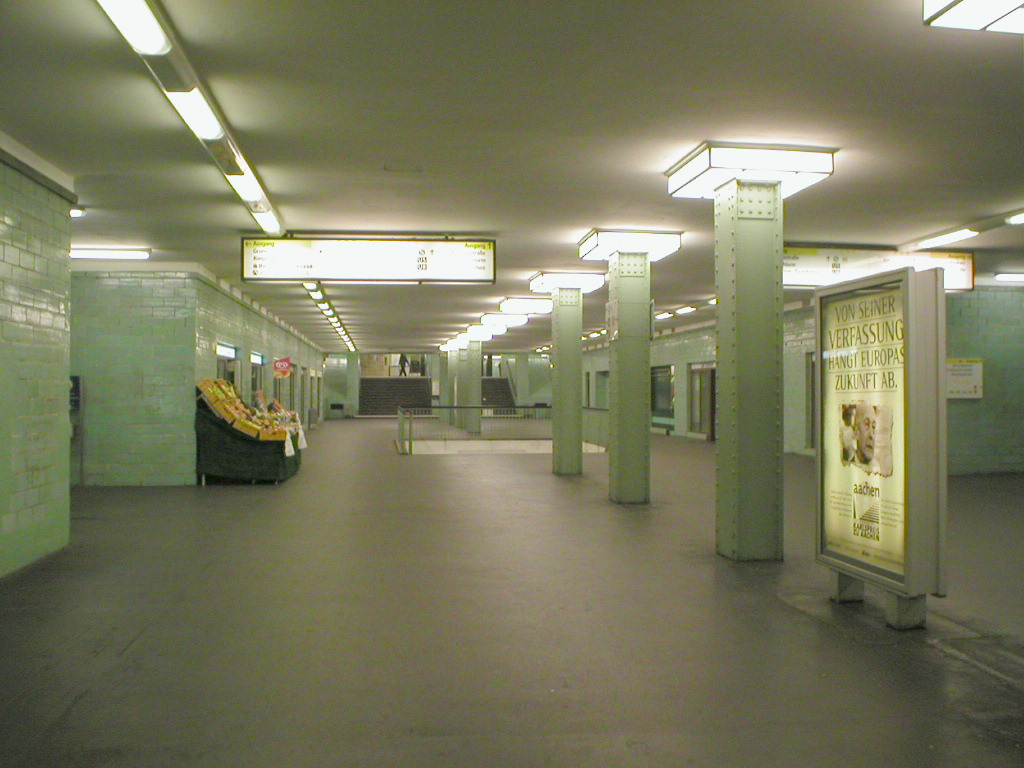
Galeria handlowa na stacji Alexanderplatz

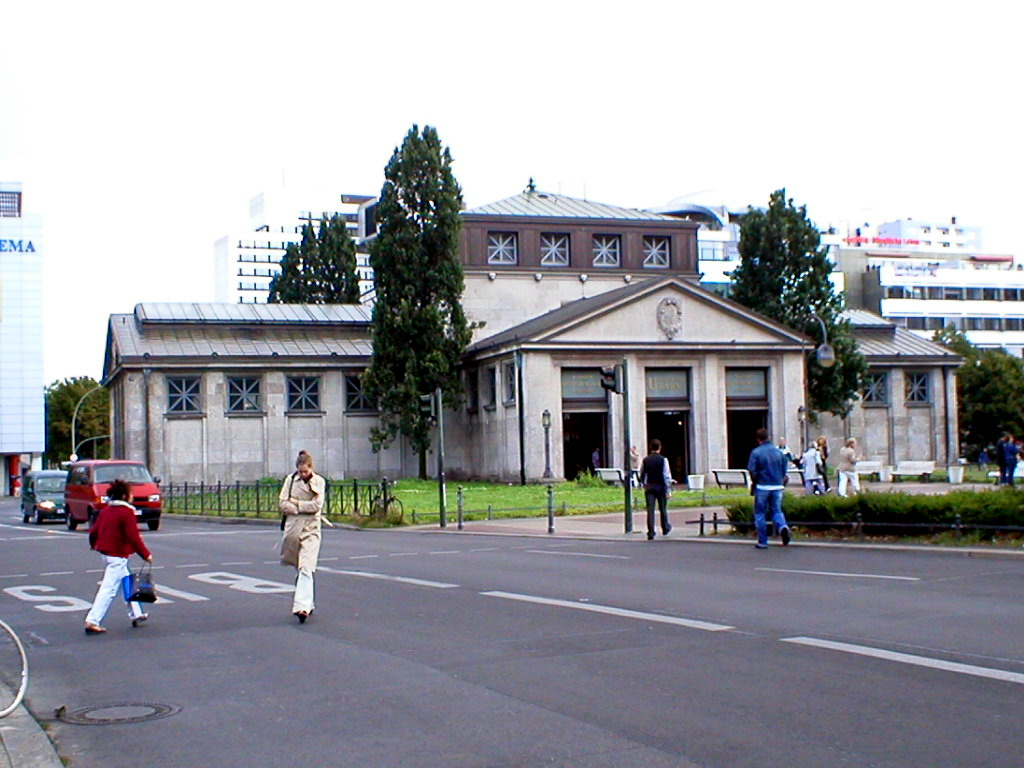
Pawilon wejściowy stacji Wittenbergplatz

Wśród 173 stacji, zwanych w Berlinie zwyczajowo (choć nieściśle) dworcami, jest wiele interesujących obiektów, a sporo uchodzi za piękne. Przez ponad sto lat budowy metra trzech architektów szczególnie zaważyło na kształcie architektonicznym stacji: w końcu pierwszej oraz w czasie drugiej fazy budowy Alfred Grenander, podczas pierwszych lat trzeciej – Bruno Grimmek, zaś od lat 60. do 90. Rainer G. Rümmler. Duża część stacji z początkowego okresu budowy metra znajduje się na liście zabytków.
- Stacja Hermannplatz jest niemalże katedrą metra. Wnętrze dolnego poziomu stacji ma wysokość 7 metrów, długość 132 metrów, a szerokość 22 metry – znacznie więcej, niż wynika z potrzeb i z wymiarów taboru. Stację wzniesiono w stylu ekspresjonistycznym podczas budowy trasy metra północ-południe i udekorowano emaliowanymi kaflami w pastelowych kolorach (żółty i niebieski). Jako że w owym czasie (1927) przy Hermannplatz sieć Karstadt wznosiła swój olbrzymi dom towarowy, dopłaciła do wystroju stacji, jak również wybudowała bezpośrednie połączenie ze stacji do domu towarowego. Stację wyposażono w pierwsze schody ruchome w berlińskim metrze. Obecnie na stacji krzyżują się linie U7 i U8.

- Stacja Alexanderplatz również należy do ciekawszych stacji. Spotykają się tu trzy linie (U2, U5, U8), tylko na stacji Nollendorfplatz są aż cztery (U1–U4). Najstarsza część stacji na Alexanderplatz powstała w 1913 w ciągu dzisiejszej linii U2. W latach 20. XX w. plac został kompletnie przebudowany, zarówno nad, jak i pod ziemią, wówczas zbudowano dworce dla nowych linii D (obecnie U8) i E (obecnie U5) oraz dla planowanej linii F. Obie fazy budowy stacji projektował Alfred Grenander. Stacja utrzymana jest w rzeczowej stylistyce modernistycznej i w odcieniach zieleni i błękitu. Wraz ze stacją powstała pierwsza podziemna galeria handlowa w Berlinie.

- Również ciekawa jest stacja Wittenbergplatz. Została zbudowana w 1902 według planów Paula Wittiga jako prosta stacja szlakowa z dwoma peronami bocznymi. W 1912 stacja została całkowicie przebudowana według projektu Alfreda Grenandera, aby pomieścić tory linii do Dahlem i pod Kurfürstendammem. Odtąd stacja miała pięć krawędzi peronowych, a możliwość budowy szóstej została przygotowana. W czasie przebudowy wzniesiono też budynek wejściowy, bardzo reprezentacyjny ze względu na charakter placu i pobliskiego domu towarowego KaDeWe. Obecnie stacja wymaga pilnego remontu. Zatrzymują się tu linie U1, U2 i U3.

### Rozbudowa metra

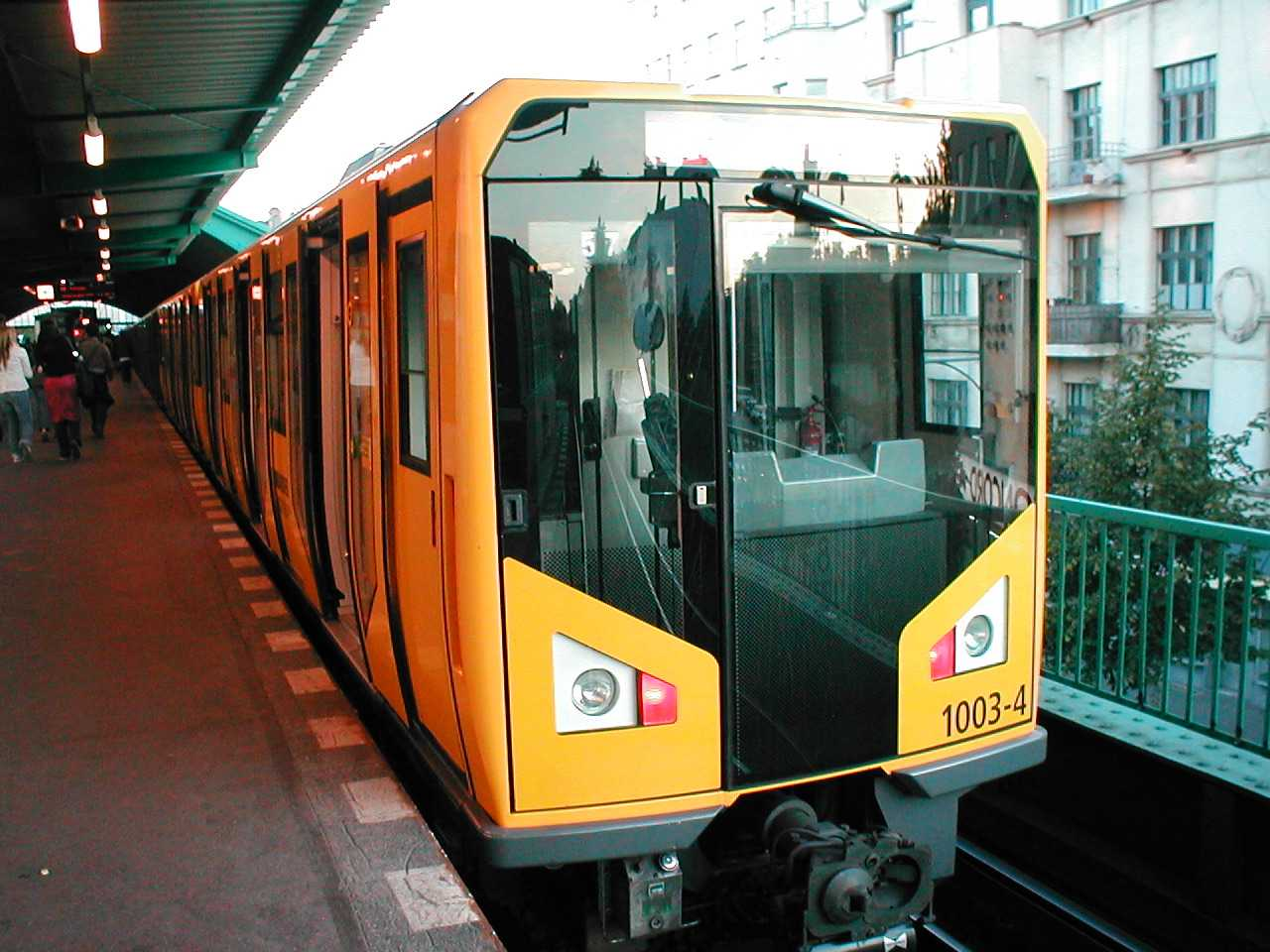
Najnowszy typ wagonów HK

Od 8 sierpnia 2009 roku ówczesna linia metra U55 kursowała między stacjami Berlin Hauptbahnhof i Brandenburger Tor. 4 grudnia 2020 roku oddany do użytku został odcinek pomiędzy stacjami: Brandenburger Tor a Berlin Alexanderplatz – cały ww. fragment, w tym odcinek dotychczas oznaczony jako U55 od w ww. dacie włączony został do linii U5.
Dalsza rozbudowa jest ze względu na stały deficyt budżetowy Berlina mało prawdopodobna. Poza tym tańszą alternatywą dla metra są tramwaje, których sieć jest w Berlinie ponownie rozbudowywana. Po gwałtownej rozbudowie metra w zachodniej części miasta nastała faza refleksji, gdyż w międzyczasie Berlin jest bardzo dobrze nasycony siecią S-Bahn i metra. Tylko kilka dzielnic nie ma dotychczas dojazdu miejskim transportem szynowym. Jeśli znajdą się jednak środki finansowe, najprawdopodobniej dojdzie do przedłużenia U3 od Krumme Lanke do stacji S-Bahn Mexikoplatz i U1 od Uhlandstraße do stacji Adenauerplatz na linii U7.

### Stacje zlikwidowane
Nadziemna stacja metra Osthafen znajdowała się na wschodnim brzegu Sprewy między stacjami Berlin Warschauer Straße i Schlesisches Tor. Otwarta w 1902 pod nazwą Stralauer Tor, w 1924 przemianowana na Osthafen, uległa całkowitemu zniszczeniu pod koniec II wojny światowej. Do dziś można rozpoznać jej słupy przy wiadukcie. Ze względu na bliskość sąsiednich dworców zdecydowano się jej nie odbudowywać. Jest jedyną nieodbudowaną ze zniszczeń wojennych stacją metra berlińskiego.
Stacja Nürnberger Platz została zamknięta 1 lipca 1959, gdyż w sąsiedztwie otwarto stację Spichernstraße, aby umożliwić przesiadkę do nowej linii G (obecnie U9). Obecnie nic nie pozostało po tej stacji, a w jej miejsce zbudowano tory manewrowe. Dodatkowo, nieco dalej od Spichernstraße powstała stacja Augsburger Straße.

### Nieczynne stacje i tunele

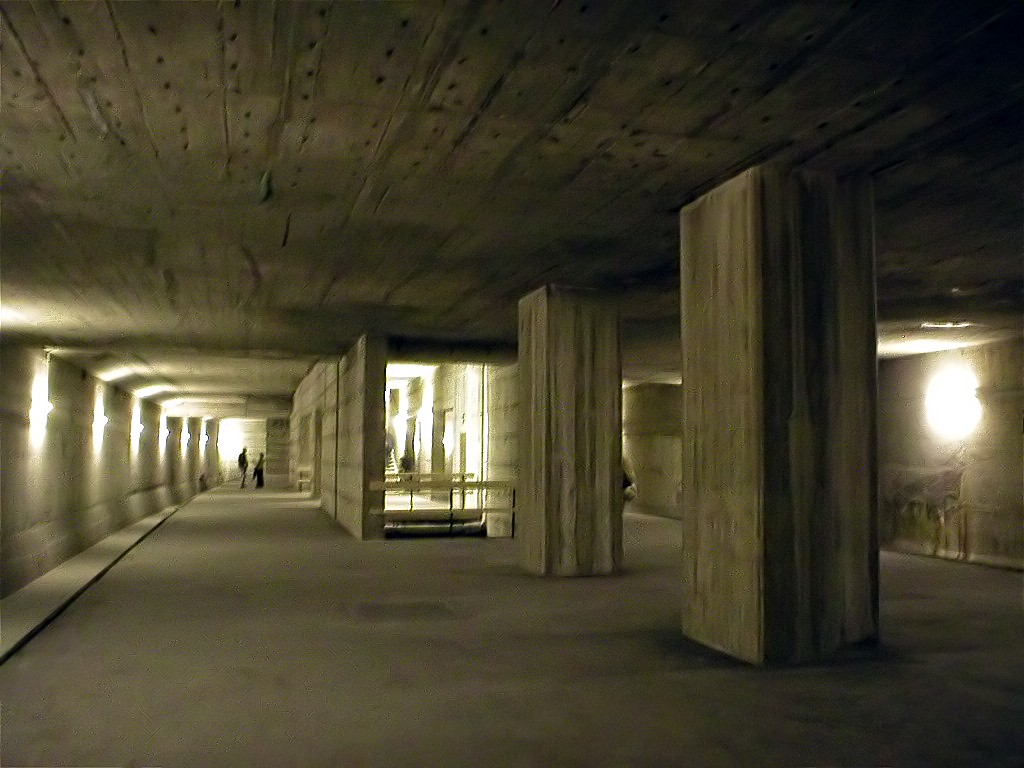
Stacja Berlin Innsbrucker Platz na planowanej linii U10

W Berlinie przygotowano wiele odcinków tuneli dla planowanych linii metra. Przy placu Poczdamskim znajduje się zbudowana w stanie surowym stacja dla przyszłej linii do Weißensee. Jednak szanse, że kiedykolwiek zostanie zbudowana są obecnie niewielkie. Stacja jest wykorzystywana tymczasowo na wystawy i widowiska.
Podczas budowy dawnej linii D (obecnie U8) zbudowano stację Oranienplatz (Dresdener Straße), która nigdy nie została otwarta, lecz ciągle istnieją jej fragmenty, gdyż przez dłuższy czas używano jej jako transformatorowni. Planowany prosty przebieg linii pod Dresdener Straße został w czasie budowy zmieniony, ażeby zbudować przystanek Moritzplatz koło domu towarowego Wertheim, którego właściciel dopłacił do budowy linii. Stąd wynika zakręt o 90 stopni między stacjami Moritzplatz i Kottbusser Tor. W tunelu pod Dresdner Str. położono tylko jeden tor manewrowy. Tunel został przedzielony ścianami na trzy części, w związku z tym, że przebiegał pod Murem Berlińskim. Kolejna przegroda dzieli tunel od wspomnianego już dworca Oranienplatz.
Dla niegdyś planowanej linii F, później zwanej U10 zbudowano perony na wspólnych z linią U9 stacjach Rathaus Steglitz i Schloßstraße, a ponadto całe dworce Berlin Innsbrucker Platz i Kleistpark. Także na dworcu Alexanderplatz istnieją dwa tory zarezerwowane od 1930 dla tej linii. Na stacji Kleistpark peron jest używany jako centrala sterowania ruchem przez BVG. Stacja Schloßstraße została zbudowana w układzie kierunkowym, przy czym perony znajdują się jeden nad drugim. Linia U9 korzysta z torów planowanych dla U10, a jej własne tory pozostają wolne. Pozostałe dworce pozostają nieużywane.
Na stacji Adenauerplatz przy okazji budowy tunelu samochodowego zbudowano peron dla przedłużenia linii U1.
Berlin Jungfernheide ma podobny układ jak Schloßstraße, tutaj ma w przyszłości dojeżdżać linia U5. Jej tory odgrodzone są siatką. Częściowo zbudowany tunel jest wykorzystywany do ćwiczeń przeciwpożarowych.
Istnieje jeszcze fragment innego tunelu, który niegdyś służył linii U4 jako dojazd do warsztatu na Otzenstr. w Schönebergu. Kończące linię tory postojowe wyburzono przy budowie autostrady w latach 70., lecz tunel na ich przedłużeniu pozostał i na długości 270 m jest dostępny od strony dawnego wyjazdu do warsztatu.

## Tabor
Sieć berlińskiego metra dzieli się na małoprofilową (U1, U2, U3, U4) i wielkoprofilową (U5, U6, U7, U8, U9). Określenie duży i mały profil dotyczy wymiarowania skrajni szlaku, a co za tym idzie specyfikacji taboru. Wagony wielkoprofilowe mają szerokość 265 cm i wysokość 340 cm, zaś małoprofilowe szerokość tylko 230 cm i wysokość 310 cm. Pod względem technicznym są to dwie różne i niezależne sieci. Obydwie korzystają z normalnej szerokości toru (1435 mm między główkami szyn) i zasilane są prądem stałym o napięciu 750 V. Ponieważ jednak szyna zasilająca małego i wielkiego profilu różni się (wielkoprofilowe posiadają odbierak stykający się z szyną od jej spodu, a małoprofilowe od góry) w zasadzie nie jest możliwe prowadzenie linii w dwóch profilach. W latach 1923–1927 na linii północ-południe (obecnie U6) i w latach 1946–1978 na linii E (obecnie U5) używano przerobionych wagonów małoprofilowych ze zmienionym odbierakiem i zamocowanymi z boków belkami, które wypełniały odstęp od peronu dużego profilu. Niecodzienny wygląd spowodował, że nazywane były parapetami.
Najnowszymi pojazdami w dużym profilu jest seria H-04, a w małym – Hk. Najstarszymi seriami są odpowiednio F74 i A3-64.

### Tabor małej skrajni

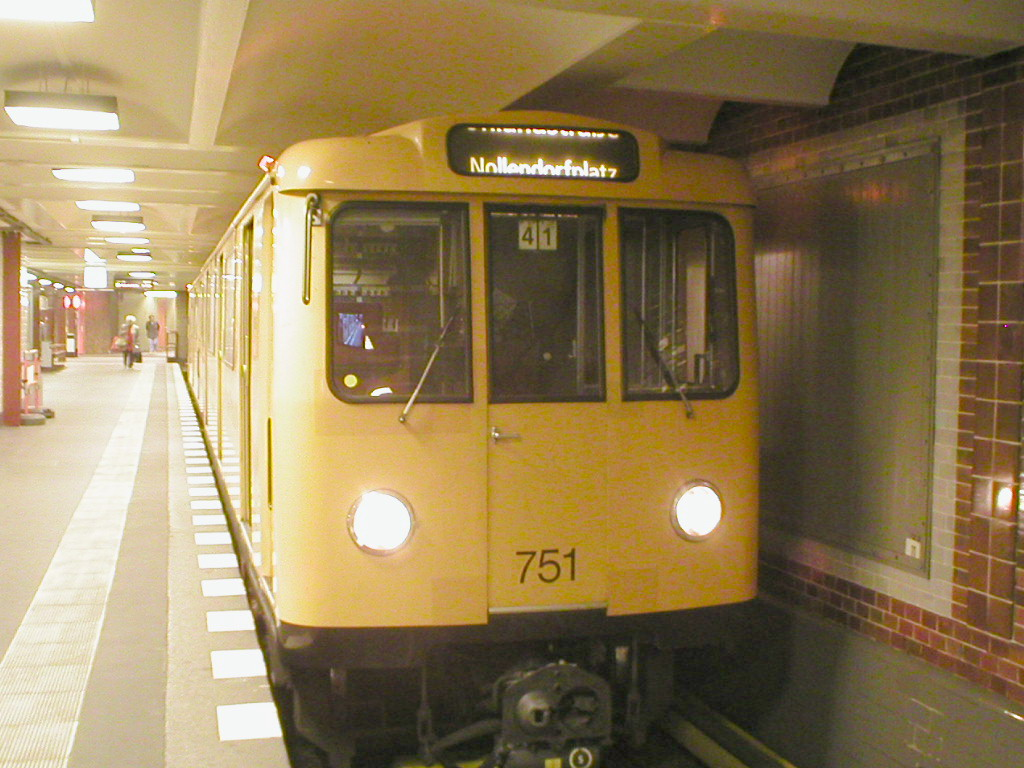
Wagon małego profilu typu A3L71

Dla pierwszej trasy berlińskiego metra w fabryce van der Zypen & Charlier w Kolonii zamówiono dwa wagony próbne. Ponieważ w jednym z tych wagonów jechał w 1908 Wilhelm II, nazywano je później wagonami cesarskimi (Kaiserwagen). Przy zamawianiu wagonów ustalono, że szerokość pudła wagonu będzie wynosiła 230 cm. Wówczas punktem odniesienia dla kolejki napowietrznej i metra był tramwaj. Pierwsze pojazdy seryjne, później określane odpowiednio jako A-I, powstały w 1901 w warsztacie eksploatacyjnym przy Warschauer Brücke. W czasie otwarcia metra w 1902 stały do dyspozycji 42 wagony silnikowe i 21 doczepnych. W przeciwieństwie do wagonów próbnych posiadały ławki wzdłuż ścian bocznych, gdyż uznano to za wygodniejsze i do dziś jest standardem w małym profilu berlińskiego metra. Ówczesne pojazdy miały prędkość maksymalną 50 km/h.
W latach 1906–1913 zakupiono pojazdy piątej serii, które otrzymały lepszy system sterowania (obwód niskiego napięcia), dzięki czemu można było łączyć do ośmiu wagonów (zamiast maksymalnie czterech poprzednio). W metrze istniały wówczas wagony dla palących i niepalących oraz klasy druga i trzecia, które zastąpiono jedną klasą w 1927.
W 1926 doszły wagony z metra miasta Schöneberg, którego linia uzyskała połączenie torowe z siecią berlińską. Ponieważ to połączenie było od początku planowane, wagony miały takie same wymiary zewnętrzne jak berlińskie.
Od 1928 do 1929 zakupiono nowy typ pojazdów dla małego profilu, wagony A-II. Najbardziej zauważalną różnica było, że posiadały dwoje szerokich drzwi odsuwanych oraz tylko trzy duże okna między nimi. Wśród berlińczyków uzyskały przydomek Ammanullah, gdyż jednym z pociągów ponoć osobiście sterował król Afganistanu Amanullah Chan, który w 1928 odwiedził Berlin.

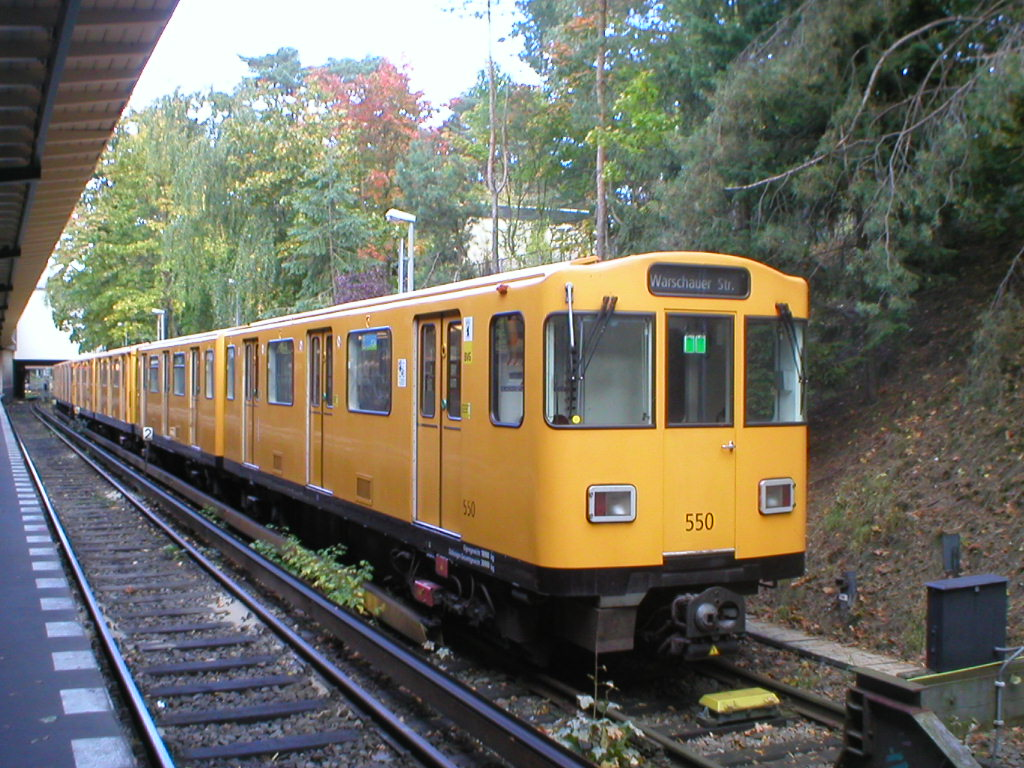
Wagon typu A3L92

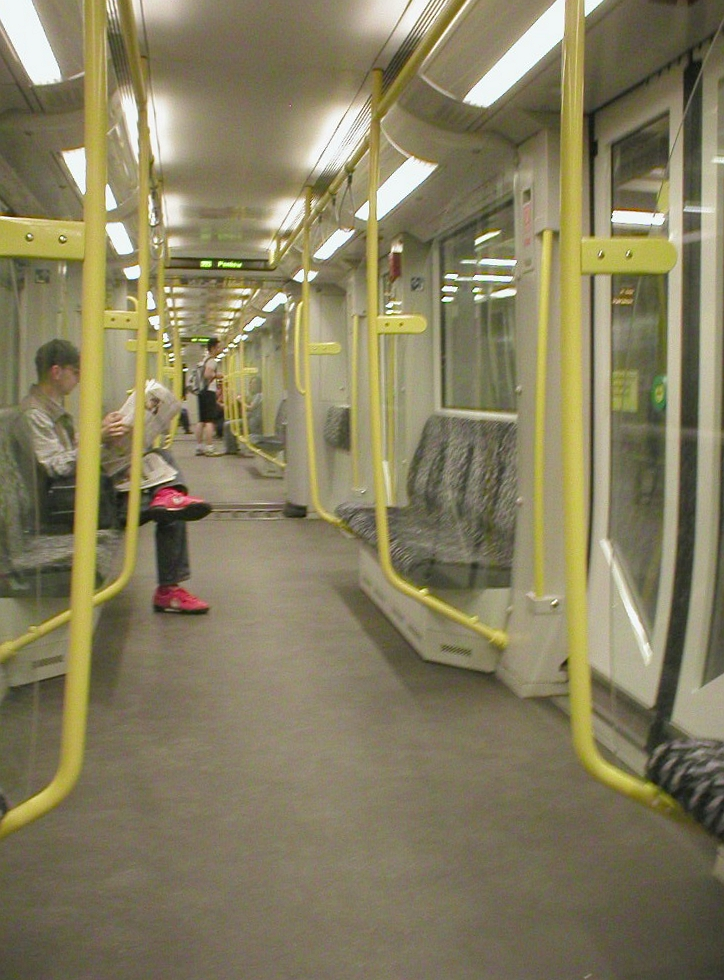
Wnętrze wagonu typu HK

Po II wojnie światowej zaistniała gwałtowna konieczność budowy nowych wagonów, gdyż duża część taboru uległa zniszczeniu w czasie działań wojennych. W Berlinie Zachodnim zbudowano wtedy typ A3, stanowiący pomniejszoną wersję nowego wielkoprofilowego typu D. Wagony A3 dostarczono w trzech seriach: w 1960-61, 1964 i 1966. Ze względu na dużą masę wynikającą ze stalowej budowy zużywały stosunkowo dużo energii, toteż stworzono na ich bazie typ A3L, zbudowany ze stopów aluminium. W obu typach wagonów zastosowano zasadę podwójnego wagonu napędowego, stanowiącego najmniejszą samodzielną jednostkę, rezygnując z wagonów doczepnych. W 1982 dostarczono nieco zmodernizowaną wersję, która może być jednak używana w jednym składzie ze starszymi. Określa się ją mianem A3L82.
Podczas gdy w Berlinie Zachodnim budowano nowe pociągi, we Wschodnim używano nadal przestarzałych przedwojennych typów A-I i AII. Dopiero w 1975 linia Thälmannplatz <> Pankow otrzymała pierwsze cztery dwuczłonowe wagony zbudowane jako prototypy serii GI, zwane na co dzień Gustav. Tak jak we wcześniejszych seriach posiadały ławki podłużne. Prędkość maksymalna wynosiła 70 km/h. Najmniejsza nadający się do użytku pociąg tego typu składał się z dwu jednostek. Po okresie prób LEW Hennigsdorf rozpoczął w 1978 produkcję seryjną. Wagony seryjne posiadały większe okna boczne i zmieniony przód, lecz pod względem technicznym były takie same. Do 1982 zbudowano 114 wagonów. Dalsze 24 od razu po zbudowaniu pożyczono do Aten dla tamtejszego metra, a w 1984-85 powróciły do Berlina.
W roku 1988 dostarczono dalsze wagony typu GI, które jednak różniły się nieco pod względem wyposażenia technicznego i nie dały się łączyć ze starszą serią. Z powodu tych różnic otrzymały oznaczenie GI/1 i nazwę potoczną Gisela. Pociągi G w odróżnieniu od innych współczesnych typów małego profilu mają po dwoje drzwi po każdej stronie, nie zaś trzy.
W latach 1993–1995 wyprodukowano kolejne wagony dla małego profilu. Wywodziły się z A3L82, wewnątrz mają szarą okładzinę, a nie jak dotychczas, drewnopodobną. Różnią się nie tylko tym, lecz przede wszystkim napędem – mają silniki na prąd zmienny. Otrzymały nazwę A3L92.
Na podstawie wielkoprofilowego typu H powstały w latach 2000 dwa prototypowe pociągi serii HK, pierwotnie określane jako A4. W przeciwieństwie do wielkiego profilu pociągi nie są całkowicie przechodnie i składają się z dwóch jednostek po cztery wagony. Obecnie jeżdżą tylko te dwa prototypy, lecz do Mistrzostw Świata w 2006 Bombardier ma wyprodukować dalszych 20. Produkcja pierwszych z nich rozpoczęła się w maju 2005.
Obecnie jeżdżą pociągi serii HK, GI/1, A3U i A3L.

### Tabor dużej skrajni
Dla tuneli dużej skrajni, którego wagony mają szerokość 265 cm, a więc znacznie więcej niż te małej skrajni, miasto Berlin jako inwestor linii północ-południe zamówiło we Wrocławiu w fabryce Linke-Hoffmann dwa wagony próbne. Zostały dostarczone w 1914 i przetestowane przez firmę Siemens. Szersze wagony, mieszczące 111 pasażerów, miały umożliwić budowę krótszych peronów, co spowodowało później pewne komplikacje na linii U6 i przedłużenie peronów etapami w latach 50. i 90. XX w.
Także metro budowane przez AEG, obecna linia U8, zamówiło dwa prototypy w kolońskiej fabryce van der Zypen & Charlier. Zbudowane w 1916, nie zostały nigdy wprowadzone do użytku w metrze. Zostały sprzedane kolei i po przebudowie od 1921 jeździły na linii podmiejskiej.

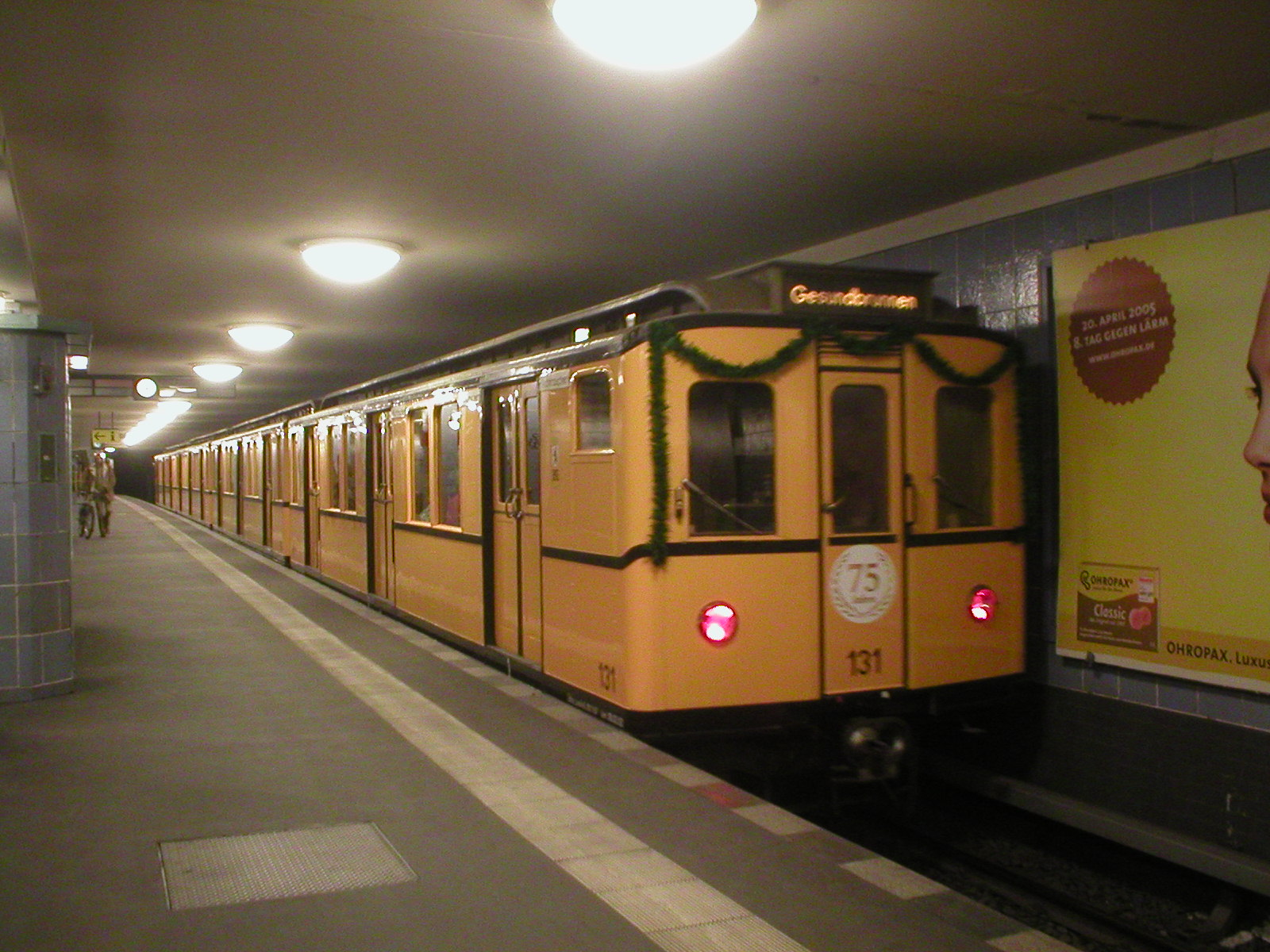
Zabytkowy pociąg typu BII

Ponieważ miasto Berlin, a właściwie budująca nową linię spółka miejska Nord-Süd-Bahn AG w momencie otwarcia trasy Hallesches Tor–Stettiner Bahnhof nie posiadała jeszcze odpowiednich wagonów wielkoprofilowych, zdecydowano się przekazać jej eksploatację prywatnemu wówczas towarzystwu obsługującemu linie zbudowane przez Siemensa. Na linii północ-południe jeździły zatem jakiś czas pojazdy małoprofilowe wyposażone w drewniane bale po bokach (Parapety), aby zmniejszyć odstęp od peronu.
Dopiero po przezwyciężeniu hiperinflacji można było zamówić wagony wielkoprofilowe. W 1924 zakupiono pierwszych 16 wagonów napędowych i 8 doczepnych. Owalne okna na przedzie wagonu zyskał im przydomek sów tunelowych. Wagony te miały 13,15 m długości i posiadały troje dwuskrzydłowych drzwi z każdego boku. Oficjalne określenie brzmiało BI.

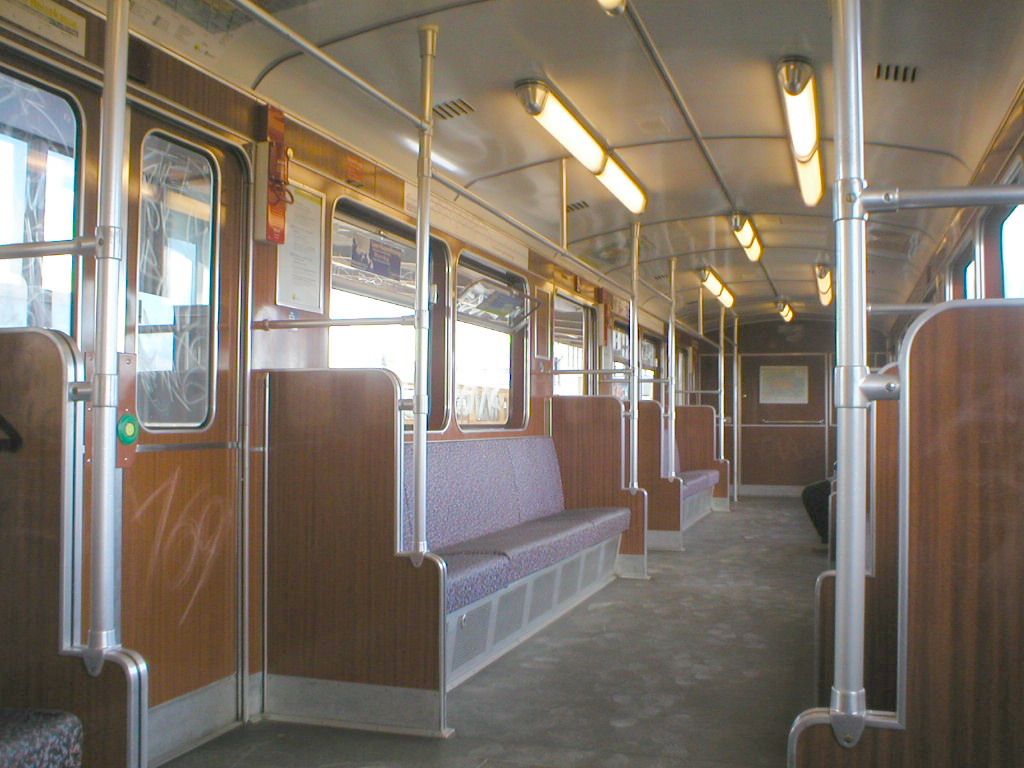
Wnętrze wagonu typu DL

W latach 1927–1928 zbudowano dalszych 20 wagonów napędowych i 30 doczepnych dla Nordsüdbahn AG. Ze względu na zmodernizowany napęd nadano im oznaczenie BII. Ostatnie wagony typów BI i BII wycofano w lecie 1969.
Już w 1926 testowano pierwsze wagony typu CI, które miały już 18 m długości. Po dokładnym wypróbowaniu zamówiono serie CII i CIII, zewnętrznie identyczne, lecz posiadające odmienne wyposażenie techniczne. W 1930 doszły wagony CIV, w których po raz pierwszy zastosowano konstrukcję aluminiową pudła. Zaoszczędzono na tym 12% masy własnej. Wagony CIV oraz część serii CII i CIII zostały w 1945 skonfiskowane przez okupujących Berlin Rosjan i wywiezione do Moskwy, gdzie kursowały do roku 1966.
Po II wojnie światowej tabor był już zużyty, a do tego wiele wagonów uległo zniszczeniu, tak że zaszła konieczność budowy nowych. Od 1957 rozpoczęły się w zachodnim Berlinie dostawy serii wagonów typu D o stalowej konstrukcji i przez to dość ciężkich. W 1965 zbudowano typ DL, który pod względem technicznym odpowiadał D, ale w znacznej części zbudowany był z aluminium, przez co zaoszczędzono 26% masy. Tak jak w starszych pociągach zastosowano ławki podłużne wzdłuż ścian bocznych. Ponieważ BVB (przedsiębiorstwo komunikacyjne Wschodniego Berlina) w 1988 potrzebowało na nową linie do Hönow więcej wagonów, zakupiło z Berlina Zachodniego 98 wycofywanych wówczas wagonów D i określało je jako DI. Ostatnie pociągi typu D wycofano na przełomie 2004 i 2005. 27 lutego 2005 odbyła się jazda pożegnalna pociągu tego typu.
W Berlinie Wschodnim po wojnie sytuacja z taborem była znacznie gorsza, niż na zachodzie. Ponieważ dużą część wagonów typu C odtransportowano do ZSRR w ramach reparacji wojennych, brakowało wagonów wielkiego profilu dla linii E. Użyto zatem, tak samo jak w pierwszych latach wielkiego profilu, wagony małoprofilowe z dobudowanymi obustronnie belkami. Pociągi otrzymały oznaczenie AI K.
W 1958 przedsiębiorstwo VEB Waggonbau Ammendorf wyprodukowało dwa prototypy nowej serii EI. Zbudowane ze stali wagony miały olbrzymi ciężar i zużywały zbyt wiele energii. Zdecydowano się nie zamawiać wagonów seryjnych. Także projekt udoskonalonego typu EII zostały porzucone z przyczyn politycznych w 1962. Ostatecznie zdecydowano się na przebudowę nadmiarowych wagonów berlińskiej S-Bahn, których nie używano ze względu na bojkot S-Bahnu w zachodniej części miasta. Prace rozpoczęto w lecie 1962. Sześć pociągów zostało do końca 1962 przebudowanych z typu 168 (Oranienburg) w warsztatach kolejowych w Schöneweide. Ogólnie dostarczono sześć podserii tego oznaczanego jako EIII typu. Dzięki temu pojazdy małoprofilowe mogły powrócić na linie A, gdzie były potrzebne dla obsłużenia zwiększonego ruchu na odcinku Schönhauser Allee – Alexanderplatz. Pociągi typu EIII wycofano już w 1994, gdyż po zjednoczeniu Niemiec uznano je za nieekonomiczne.
W Berlinie Zachodnim po dostarczeniu serii D i DL rozpoczęto w 1973 budowę nowego typu F. Różniły się nieco dłuższym pudłem i poprzecznie ustawionymi siedzeniami w układzie 2+2. Zbudowane były również ze stopów aluminium. W 1974 rozpoczęła się produkcja seryjna. Drugą serię dostarczono od 1976. W 1980 w kolejnej serii (F79) wprowadzono nowoczesne silniki na prąd zmienny, które odtąd stosowano we wszystkich kolejnych seriach dużego profilu. Później zakupiono serie F84 i F87, które miały jednak tylko nieznaczne różnice. Wprowadzone po 1990 wagony, oznaczane jako F90/F92, posiadały także niewielkie zmiany, m.in. inną konstrukcję drzwi.
W międzyczasie typ F był już stosunkowo przestarzały, tak że BVG zdecydowała się na zakup nowszego typu. Nowy pociąg miał być całkowicie przechodni, tj. poszczególne człony są łączone przegubem, ponadto powrócono do ławek wzdłuż ścian bocznych. Typ otrzymał nazwę H. W 1995 wprowadzono pierwsze prototypu (H95). W 1998 i 2000 Adtranz wyprodukował pierwsze wagony seryjne (H97 i H01). We wnętrzu wagonów dominuje biel i żółcień. Poszczególne części pociągu dają się podzielić tylko w warsztacie.
Obecnie na liniach wielkiego profilu kursują już tylko wagony typów F i H.

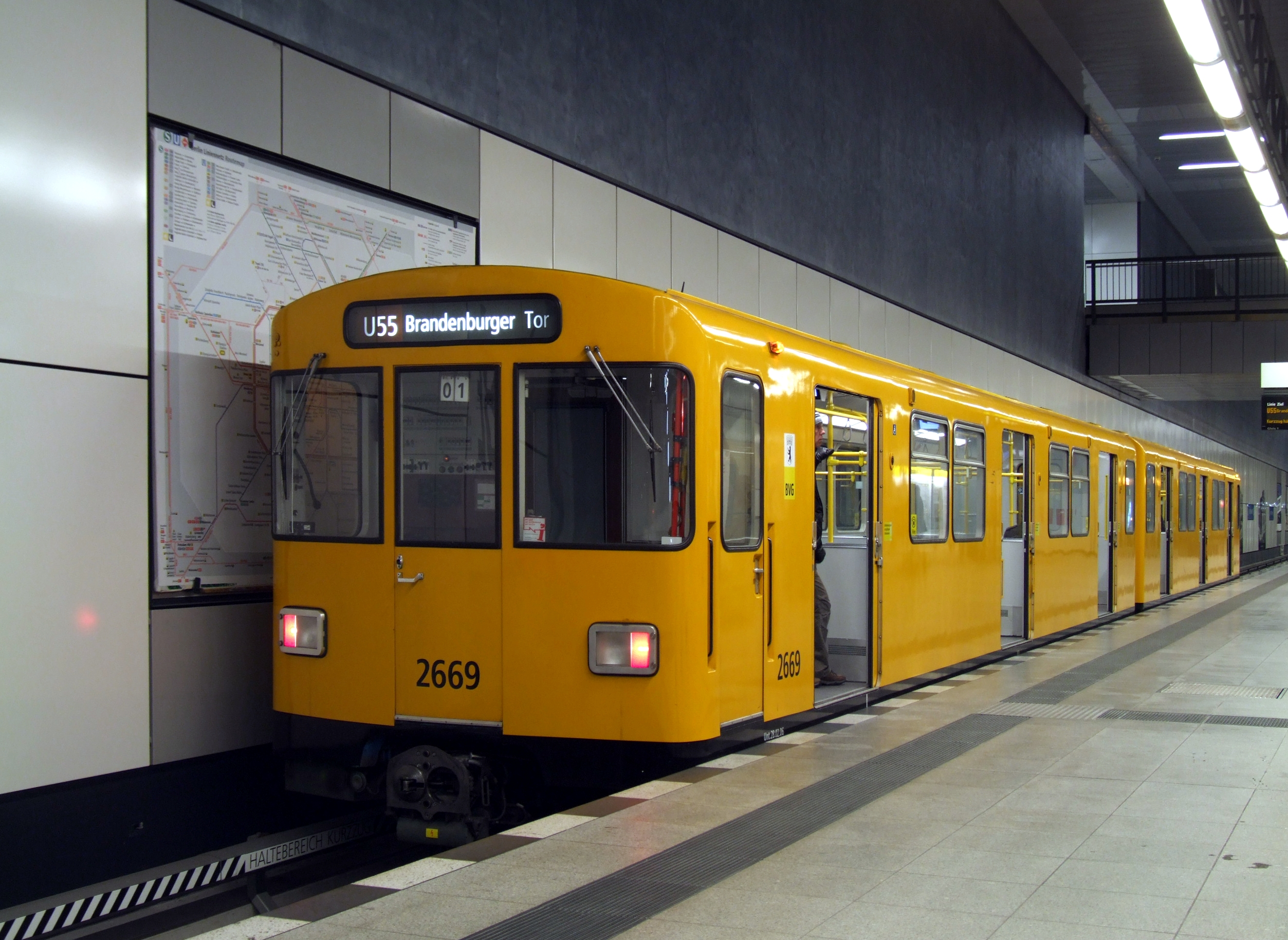
Pociąg typu F92
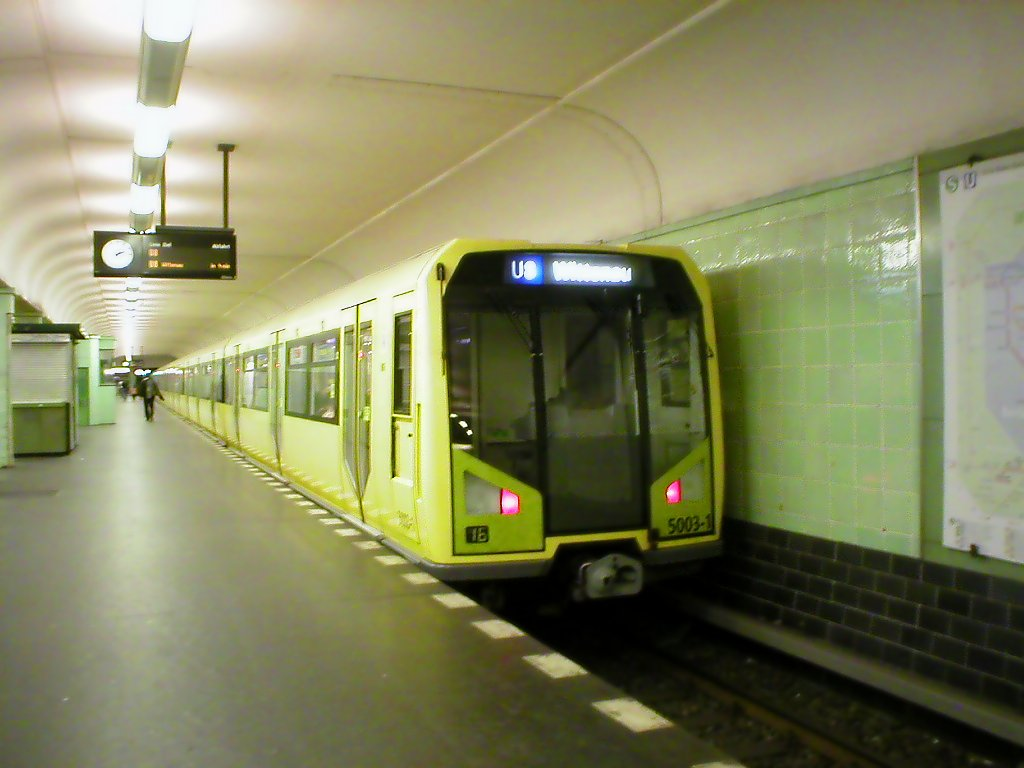
Pociąg typu H

## Stacje obsługowe metra

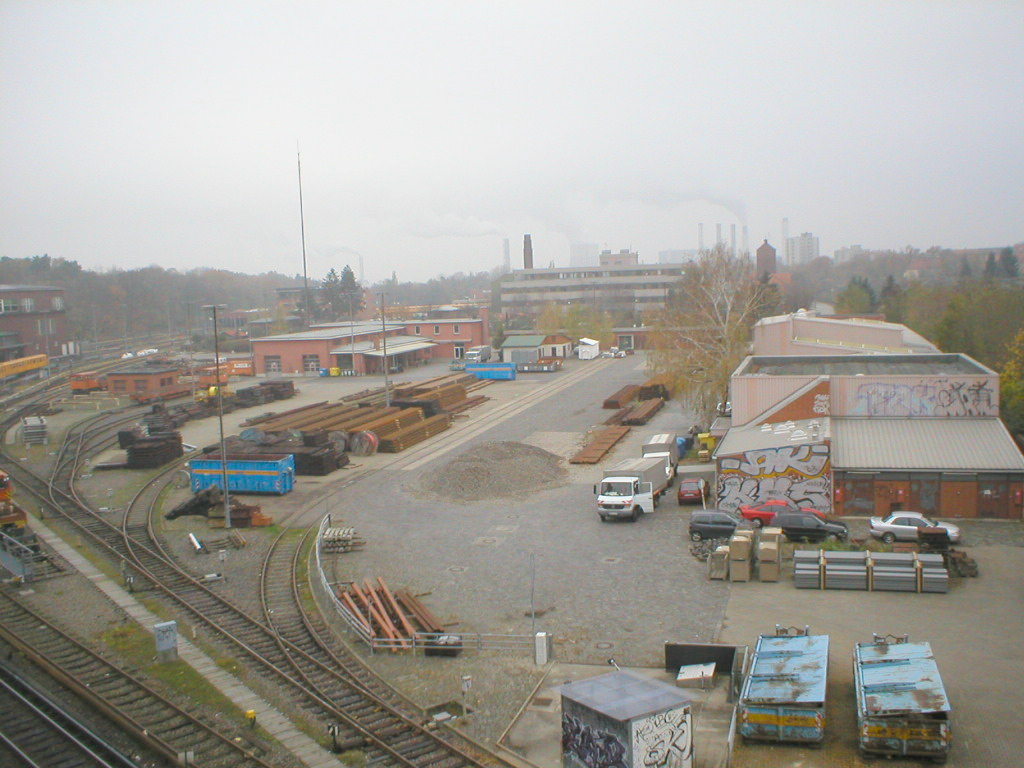
Warsztat Grunewald (2004)

Większość pociągów w czasie przerw eksploatacyjnych odstawiana jest na torach odstawczych w tunelach, co jakiś czas zjeżdżają one jednak do stacji obsługowej. W Berlinie są obecnie cztery warsztaty (stacje obsługowe) metra – jeden należący do małego profilu (Grunewald) i trzy do wielkiego profilu (Seestraße, Friedrichsfelde i Britz). Warsztaty dzieli się także na główne (Hw) i eksploatacyjne (Bw). W warsztatach eksploatacyjnych przeprowadza się tylko drobne prace remontowe, np. wymianę szyb lub usuwanie graffiti, w warsztatach głównych natomiast co parę lat wagony przechodzą przeglądy generalne. Ponadto w tych warsztatach istnieje możliwość podniesienia pudeł wagonów z wózków przy pomocy odpowiednich dźwigów.